# تجمع بدو المسدعية (المضاربة والعارة)

تعديل مصدري - تعديل

تجمع بدو المسدعيـة هي إحدى قرى عزلة العارة بمديرية المضاربة والعارة التابعة لمحافظة لحج، بلغ تعداد سكانها 201 نسمة حسب تعداد اليمن لعام 2004.